# Río Cuarto
Río Cuarto je mesto v argentinski provinci Córdoba, ki stoji ob istoimenski reki na zahodnih obronkih argentinskih pamp. Po popisu leta 2010 je imelo približno 157.000 prebivalcev. Je sedež istoimenskega departmaja v upravni delitvi Córdobe s skoraj četrt milijona prebivalcev.
Mesto je bilo ustanovljeno leta 1794 pod pokroviteljstvom španskega guvernerja Rafaela de Sobremonte. Gospodarstvo temelji na kmetijstvu in nekaj lahke industrije, pomembno je tudi zaradi lege na križišču železniških povezav. 